# Takenaka Shigeharu
Takenaka Shigeharu est un nom japonais traditionnel ; le nom de famille (ou le nom d'école), Takenaka, précède donc le prénom (ou le nom d'artiste).
Takenaka Shigeharu (竹中 重治, 27 septembre 1544-6 juillet 1579), aussi appelé « Hanbei »  (半兵衛), est un samouraï durant la période Sengoku au XVIe siècle. Il est d'abord au service du clan Saitō de la province de Mino, mais fomente un soulèvement et prend le contrôle du château du clan Saitō au mont Kinka. Toyotomi Hideyoshi est à ce point impressionné par cette tactique qu'il invite Shigeharu à rejoindre ses forces en tant que stratège. Shigeharu apporte de nombreuses contributions à Hideyoshi avec son talent exceptionnel dans ce domaine.
Il meurt de maladie au cours de l'attaque de Hideyoshi contre les Mōri dans la région de Chūgoku, alors que le château de Miki est assiégé. Takenaka Shigekado, fils et successeur de Shigeharu, continue à servir Hideyoshi après la mort de son père. Lors de la bataille de Sekigahara, il combat du côté de Tokugawa Ieyasu, et ses possessions à Bodaisan lui sont assurées. La famille Takenaka devient ainsi une famille de hatamoto et quitte bientôt son vieux château de Bodaisan pour le nouveau château d'Iwate. Les terres des Takenaka comprennent le village de Sekigahara.
Au milieu du XIXe siècle, Takenaka Shigekata, descendant de Shigeharu, est commandant des forces Tokugawa à Fushimi au cours de la bataille de Toba-Fushimi.

## Source de la traduction
- (en) Cet article est partiellement ou en totalité issu de l’article de Wikipédia en anglais intitulé « Takenaka Shigeharu » (voir la liste des auteurs).